# 沙迪亞·蘇利安
沙迪亞·蘇利安（英語：Sathyan Sooryan），印度男攝影指導，主要從事泰米爾語和泰盧固語電影工作。他憑藉《狂怒十勝節》（2023年）的作品獲得了南印度電影觀眾獎最佳攝影。

## 生平
沙迪亞·蘇利安生於泰米尔纳德邦蒂塔库迪。他是著名攝影指導P·C·施瑞安的助手，憑藉2011年泰米爾電影《發動戰爭》出道。在《印度教徒報》的一名影評人對該片的評論中指出，「攝影師沙迪亞的鏡頭及燈光強調了劇情的懸念、怪異，他的貢獻至關重要。」2015年，他在電影《瑪雅》中的貢獻廣受好評。

## 外部連結
- 沙迪亞·蘇利安在互联网电影资料库（IMDb）上的資料（英文）